# Ludwig von Fischer (Politiker, 1805)
Ludwig von Fischer (* 21. November 1805 in Bremgarten bei Bern; † 3. Juli 1884 in Zollikofen) war ein Schweizer Politiker. Von 1849 bis 1850 gehörte er dem Nationalrat an.

## Biografie
Er entstammte der Berner Patrizierfamilie von Fischer, sein Vater Carl war Gutsbesitzer und Offizier in niederländischen Diensten. Nachdem er Recht an der Akademie in Genf studiert hatte, übernahm Fischer die Verwaltung der familieneigenen Güter um das Schloss Reichenbach in der Gemeinde Zollikofen. Darüber hinaus war er als Fürsprecher und Prokurator tätig. Er galt als einer der wenigen Berner Patrizier mit engem Kontakt zum Volk.
Als Vertreter der Konservativen wurde Fischer 1837 in den Grossen Rat des Kantons Bern gewählt, dem er bis 1846 angehörte. Als es 1841 zu Verhandlungen über die umstrittene Aufteilung von Vermögenswerten zwischen Stadt und Kanton kam, erzielte er mit Eduard Blösch eine Einigung. 1846 war Fischer Mitglied des Verfassungsrates. Im Oktober 1848 kandidierte er bei den ersten Parlamentswahlen im Wahlkreis Mittelland, wurde aber erst im Januar 1849 im sechsten Wahlgang gewählt, nachdem der Sitz von Ulrich Ochsenbein freigeworden war. Etwas mehr als ein Jahr später legte Fischer dieses Mandat nieder, nachdem der Grosse Rat ihn zum Regierungsrat gewählt hatte. Er galt als Hauptstütze der neuen konservativen Kantonsregierung, 1855 trat er wegen der ungelösten Probleme im Armenwesen zurück. Von 1858 bis 1862 sass er ein weiteres Mal im Grossen Rat.